# Кононов, Илья Андреевич
Илья́ Андре́евич Ко́нонов — (белор.Iлля́ Андрэ́евiч Ко́нанаў, род. 18 июля 1989, Минск, БССР) — белорусский телеведущий, журналист и шоумен. Ведущий программ «Копейка в копейку» и «Включайся!» на телеканале Беларусь 2 

## Биография
Родился 18 июля 1989 года в Минске. С раннего детства воспитывался бабушкой и дедушкой. Бабушка — Светлана Александровна Евтуховская — учитель русского языка и литературы, дедушка Евгений Феофанович — художник, учитель изобразительного искусства. Преподавали в средней школе № 180, в которой также учился их внук. В настоящее время оба на пенсии.
12 лет отдал спорту — с шести лет занимался футболом. Начинал в футбольном клубе Смена (футбольный клуб, Минск). В чемпионате страны среди своих сверстников три раза подряд становился лучшим бомбардиром. В 14 лет подписал первый контракт с футбольным клубом «Минск». В 2008 году перешёл в БАТЭ, где выступал за дубль.
Тогда это была мечта. БАТЭ же первый раз попал в Лигу чемпионов. 2008-й год. У меня даже был пункт в контракте, что я могу тренироваться с основой. Правда, мне все время говорили: «Подожди!». Хотя с ребятами из основы, так или иначе, пересекался вне тренировок. Да и в дубле была футбольная крутая банда на то время — Дима Бага, Макс Скавыш. Плюс коллектив отличный. Ощущал, что нахожусь в большой семье БАТЭ. В конце сезона мне предложили продлить контракт, а у меня уже амбиции. Хотел играть где-нибудь в основе. Пошел на просмотр в минский «Локомотив». И на одной из тренировок мне ударили в колено — травма.Илья Кононов, из интервью Tribuna.com, 2013 год
После полученной травмы был вынужден оставить профессиональный спорт.
В 2008 году окончил Московский государственный университет экономики, статистики и информатики(МЭСИ).
Один из самых популярных телеведущих в Беларуси, а также ведущий массовых и частных мероприятий.
Обладатель дипломов «Телевершина» в 2014, 2015, 2017 годах в номинациях «Лучший ведущий развлекательных программ» и «Лучшая развлекательная программа».
Обладатель титула «Лучший бомбардир» VIII Чемпионата мира по футболу среди артистов в Москве (2018).

## Карьера на телевидении

### БелМузТВ
В 19 лет впервые попал на телевидение, успешно пройдя кастинг телеканала БелМузТВ. Работал корреспондентом и ведущим программ о светской жизни столицы «Fresh-новости» (2010) и «Light TV» (2011). В 2012 году стал виджеем БелМузТВ, в прямом эфире вел выпуски одной из самых популярных программ телеканала «18+».
В том же году на канале запустился новый проект «Народный чарт c Ильей Кононовым», который еженедельно представлял зрителям хит-парад из 10 клипов белорусских исполнителей. Программа была направлена на популяризацию и развитие белорусского шоу-бизнеса. На протяжении более 3 лет Илья Кононов являлся её бессменным ведущим.

### Белтелерадиокомпания

#### Копейка в копейку
В 2014 году сбылась давняя, по словам самого телеведущего, мечта работать в Белтелерадиокомпании. В новом телевизионном сезоне на канале Беларусь 2 была анонсирована премьера игрового шоу «Копейка в копейку» с Ильей Кононовым, эксклюзивного авторского проекта телеканала, придуманного и реализованного собственными творческими силами. Это развлекательный проект с элементами реалити-шоу. За ограниченное время игрокам необходимо полностью потратить определённую сумму денег. Участникам шоу необходимо проявить свою способность быстро считать и рационально тратить. Справившиеся с задачей забирают себе все покупки. Илья Кононов не только ведущий, но и один из авторов концепции шоу.
Участниками программы в разное время наряду с обычными покупателями становились также: Анна Шаркунова, Александр Солодуха, Виктория Алешко, Алёна Ланская, Лариса Грибалёва, Юрий Ващук (Тео), Дмитрий Колдун, Искуи Абалян и Александр Глеб.
«Копейка в копейку» являлась одной из визитных карточек Беларусь 2 и была одной из самых рейтинговых развлекательных программ на белорусском телевидении. Шоу и его ведущий ежегодно номинировались в национальном телевизионном конкурсе «Телевершина». Программа выходила на канале каждую субботу, повторы — по понедельникам. В августе 2020 года Илья Кононов на фоне протестов в Белоруссии сообщал о своем намерении уйти с Белтелерадиокомпании. Последний выпуск данной программы вышел 8 августа 2020 года.
Видеоканал Копейка в Копейку на YouTube

#### Другие проекты
В июне 2015 года с участием Ильи Кононова на Беларусь 2 выходит кулинарная познавательно-развлекательная программа для всей семьи «Азбука вкуса». Программа выходила в утреннем эфире по субботам до июня 2016 и представляла собой кулинарный мастер-класс для детей от профессионального шеф-повара в игровом формате. Маленькие участники двух команд соревновались, постигая вместе с ведущим азы кулинарии.
Также в телевизионном сезоне 2015/2016 Илья Кононов снова вернулся в прямые эфиры как один из ведущих премьерного для Беларусь 2 молодёжного проекта «ПИН_КОД». Отличительной для белорусского телевидения особенностью программы является её интерактивность — ведущие в прямом эфире через социальные сети поддерживают обратную связь со зрителями, проводят опросы, голосования, розыгрыши, наблюдают мгновенную реакцию на информацию и гостя. В начале 2018 года покинул программу в связи с участием в новых проектах.
С марта 2018 года — ведущий выходящего по будням «Телеутра» на Беларусь 2. С декабря 2018 шоу выходит в новом формате, из обновленной студии, сменив название на «Включайся!». Зрители утренней программы могут узнавать о последних тенденциях из мира моды и красоты, получать полезные советы по здоровому образу жизни и питанию и быть в курсе интересных и актуальных событий, происходящих в Беларуси и за её пределами.
До 2019 года вел в вечернем прямом эфире Беларусь 2 тиражи электронных интерактивных игр «КЕНО» и «Спортлото 5 из 36».
Один из ведущих церемонии вручения наград XIII Национального телевизионного конкурса «Телевершина» (2017).

### Полная хронология
- 2010 — «Fresh-новости» (БелМузТВ) — корреспондент, ведущий
- 2011 — «Light TV» (БелМузТВ) — ведущий
- 2012 — «18+» (БелМузТВ) — ведущий, виджей
- 2012 — «Народный чарт c Ильей Кононовым» (БелМузТВ) — ведущий, виджей
- 2012 — «Поющие города» (СТВ) — ведущий дневников
- 2014 — «Копейка в копейку» (Беларусь 2) — ведущий — в эфире
- 2015 — «Азбука вкуса» (Беларусь 2) — ведущий
- 2015 — «ПИН_КОД» (Беларусь 2) — ведущий
- 2015 — «Новогодняя ночь на Беларусь 2» — ведущий
- 2018 — Гала-концерт премии «Золотой Граммофон» в Минске — корреспондент[15]
- 2018 — «Включайся!» (Телеутро) (Беларусь 2) — ведущий — в эфире

## Футбол
Входит в состав Футбольного клуба звёзд белорусской эстрады «Арт-Старс» (аналог Футбольного клуба звёзд эстрады России «Старко»). Команда активно принимает участие в благотворительных и любительских футбольных и мини-футбольных турнирах в Беларуси и за рубежом.
В состав команды также входят известные белорусы Александр Глеб, Руслан Алехно, Вадим Галыгин, Валерий Дайнеко, Саша Немо и другие. Тренируют команду Анатолий Алейников и Анатолий Байдачный.
В 2018 году впервые сыграл за сборную команду Беларуси в VIII Чемпионате мира по футболу среди артистов, проводящегося в рамках футбольно-музыкального фестиваля «Арт-футбол». В чемпионате принимали участие команды из: Великобритании, Парагвая, Польши, Турции, Румынии, Аргентины, Перу, Италии, России, Словении, Беларуси, Казахстана, Сербии, Южной Кореи, Германии, а также интернациональная сборная команда «Интер».
Илья Кононов стал лучшим игроком турнира в номинации «Лучший бомбардир», забив 13 голов в 5 матчах.
В 2019 году выступал на IX Чемпионате мира среди артистов с травмой, что не помешало ему забить в матче Беларусь—Турция решающий победный гол буквально на последних минутах. А также заработать пенальти в крайне напряженном матче с Аргентиной.

## Съемки в рекламе
В 2017 году стал послом бренда спортивно-развлекательного комплекса Falcon Club.
В 2019 году снялся в имиджевом видеопроекте  крупнейшего девелопера жилой и коммерческой недвижимости в Беларуси «А-100 Девелопмент» «Место для меня».